# Codice Gregoriano
Il Codex Gregorianus (Codice Gregoriano) è una raccolta non ufficiale di costituzioni imperiali (in particolar modo di rescripta) compresi fra l'età adrianea (anche se il rescritto più antico pervenutoci è del 196) e quella dioclezianea, e databile intorno al 291-292.
Non si sa chi sia stato il suo autore, e sulla base del nome della raccolta si è ipotizzato che esso sia stato un certo Gregorio o Gregoriano. L'opera, non pervenuta direttamente fino a noi, è strutturata in almeno quattordici libri, divisi in "titoli", e "rubriche". Si tratta di un modello strutturale che verrà utilizzato da tutte le successive raccolte di leges. L'opera è stata parzialmente ricostruita grazie alla Lex Romana Wisigothorum (che ne contiene un riassunto) e ad altre opere che ne contengono alcuni frammenti, come la Lex Romana Burgundionum, la Mosaicarum et Romanarum legum Collatio, e i Vaticana fragmenta.
Il testo delle costituzioni imperiali conteneva la inscriptio con il nome dell'imperatore emittente e del destinatario, e la subscriptio con il luogo e la data dell'emanazione del provvedimento.
Al pari del quasi coevo Codex Hermogenianus continuò a essere impiegato anche dopo l'emanazione del Codex Theodosianus, e fu impiegato dai compilatori del Novus Codex Iustinianus come fonte dalla quale attingere i più antichi rescritti (cfr. cost. Haec quae necessario)